# Polonia Warszawa
Klub Sportowy Polonia Warszawa je polský nejstarší existující fotbalový klub z Varšavy. Založen byl roku 1911. Dvakrát se stal polským mistrem (1946, 2000) a dvakrát získal polský fotbalový pohár (1952, 2001).

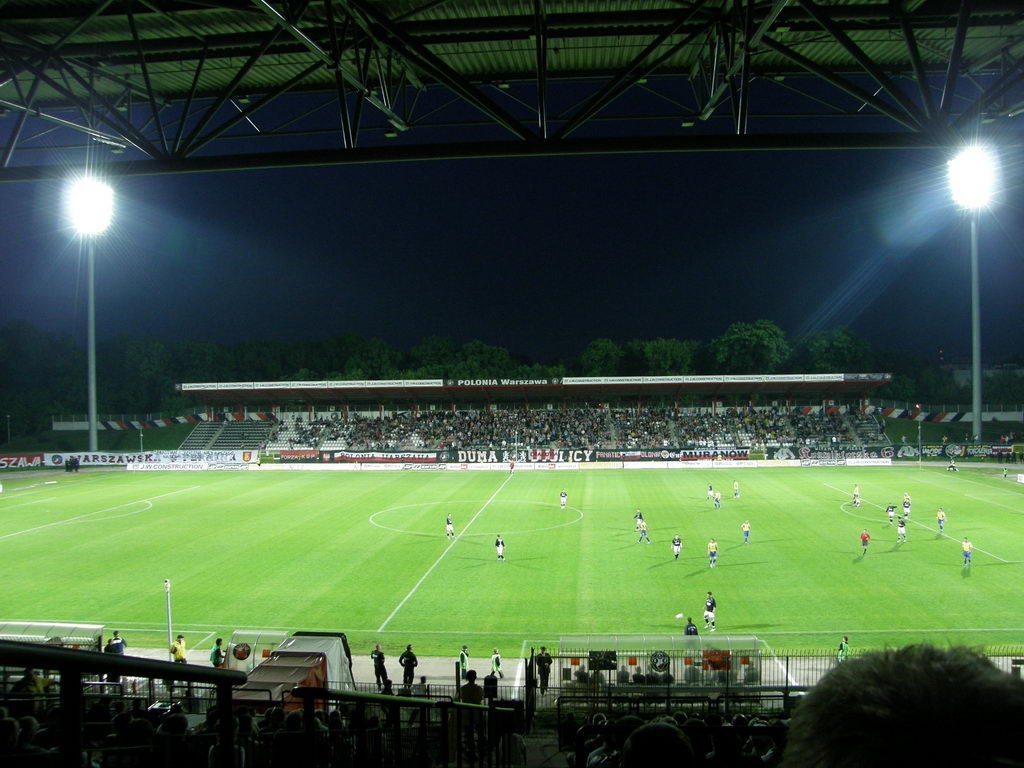
Stadion Gen. Kazimierza Sosnkowskiego

## Úspěchy
- 2× vítěz Ekstraklasy (1946, 1999/2000)
- 2× vítěz polského fotbalového poháru (1952, 2000/01)[1]
- 1× vítěz polského ligového poháru (2000)[2]
- 1× vítěz polského Superpoháru (2000)[3]

## Výsledky v evropských pohárech
| Sezóna  | Soutěž | Kolo  |             | Soupeř               | Skóre    |
| ------- | ------ | ----- | ----------- | -------------------- | -------- |
| 1998–99 | UEFA   | 1.př. | Estonsko    | Tallinna Sadam       | 2–0, 3–1 |
|         |        | 2.př. | Rusko       | FC Dynamo Moskva     | 0–1, 0–1 |
| 2000–01 | LM     | 2.př. | Rumunsko    | Dinamo Bukurešť      | 4–3, 3–1 |
|         |        | 3.př. | Řecko       | Panathinaikos Athény | 2–2, 1–2 |
|         | UEFA   | 1.    | Itálie      | Udinese Calcio       | 0–1, 0–2 |
| 2001–02 | UEFA   | Př.   | Wales       | The New Saints FC    | 4–0, 2–0 |
|         |        | 1.    | Nizozemsko  | FC Twente            | 1–2, 0–2 |
| 2002–03 | UEFA   | Př.   | Malta       | Sliema Wanderers     | 3–1, 2–0 |
|         |        | 1.    | Portugalsko | FC Porto             | 0–6, 2–0 |
| 2009–10 | EL     | 1.př. | Černá Hora  | Budućnost Podgorica  | 2–0, 0–1 |
|         |        | 2.př. | San Marino  | Juvenes/Dogana       | 1–0, 4–0 |
|         |        | 3.př. | Nizozemsko  | NAC Breda            | 0–1, 1–3 |

## Soupiska
27. listopad 2015
| Číslo |        | Pozice | Hráč                    |
| ----- | ------ | ------ | ----------------------- |
| 22    | Polsko | B      | Przemysław Kazimierczak |
| 2     | Polsko | O      | Bartosz Wybraniec       |
| 3     | Polsko | O      | Karol Worach            |
| 4     | Polsko | O      | Marcin Bochenek         |
| 44    | Polsko | O      | Bazylik Okot            |
| 19    | Polsko | O      | Grzegorz Wojdyga        |
| 26    | Polsko | O      | Piotr Augustyniak       |
| 31    | Litva  | O      | Donatas Nakrošius       |
| 98    | Polsko | O      | Michał Stasz            |
| 99    | Polsko | O      | Daniel Choroś           |
| 6     | Polsko | Z      | Rafał Kosiec            |

| Číslo |        | Pozice | Hráč                   |
| ----- | ------ | ------ | ---------------------- |
| 7     | Polsko | Z      | Mariusz Marczak        |
| 8     | Polsko | Z      | Piotr Kosiorowski      |
| 17    | Polsko | Z      | Mateusz Jaroszewski    |
| 20    | Polsko | Z      | Marcin Kluska          |
| 23    | Polsko | Z      | Aleksander Tomaszewski |
| 96    | Polsko | Z      | Sebastian Pindor       |
| 9     | Polsko | Ú      | Michał Zapaśnik        |
| 10    | Polsko | Ú      | Krystian Pieczara      |
| 24    | Polsko | Ú      | Zbigniew Obłuski       |
| 13    | Polsko | B      | Mateusz Tobjasz        |